# Jan Klapáč
Jan Klapáč (* 27. února 1941 Praha) je bývalý český a československý hokejový útočník a funkcionář.
V mládí se také věnoval cyklistice, V kategorii mladšího dorostu vyhrál v letech 1957 a 1958 několik závodů (přebor TJ Dynama Karlovy Vary, krajský přebor Karlovarského kraje, Lázeňské okruhy v Karlových Varech, závod Kolem Lokte). Odmaturoval v roce 1959 v Lokti na Průmyslové škole strojnické.
S ledním hokejem začínal ve Slavii Karlovy Vary. Od roku 1960 nastupoval za Duklu Jihlavu, kde nastoupil i základní vojenskou službu. Zde setrval celých 15 let a roku 1975 ukončil kariéru. Celkově odehrál v nejvyšší československé lize 524 utkání v patnácti sezónách a nastřílel 354 gólů. S Duklou se sedmkrát stal mistrem republiky. S celkovým počtem vstřelených gólů (410) patří do Klubu hokejových střelců. V roce 2010 byl uveden do Síně slávy českého hokeje.
Jeho bratrem je hokejista Miroslav Klapáč a vnučkou snowboardistka a lyžařka Ester Ledecká.

## Reprezentace
V reprezentačním dresu odehrál 110 zápasů na sedmi mistrovstvích světa (1964, 1965, 1966, 1968, 1969, 1972 a 1973) a dvou olympijských turnajích (1964 a 1968). Ze šampionátů si přivezl jednu zlatou medaili, tři stříbrné a tři bronzové medaile, na olympijských hrách získal v roce 1968 stříbro a roku 1964 bronz.

## Funkcionářská kariéra
V době, kdy hrál ještě jako aktivní hráč, se již aktivně věnoval tréninku dorosteneckého mužstva Modeta Jihlava. Poté, co definitivně ukončil aktivní kariéru, přešel k funkcionářské činnosti. Tu vykonával na Správě vrcholového sportu Ministerstva obrany v Praze.